# Dusona prytanes
Dusona prytanes är en stekelart som först beskrevs av Cameron 1903.  Dusona prytanes ingår i släktet Dusona och familjen brokparasitsteklar. Inga underarter finns listade i Catalogue of Life.